# السلوك الحيواني

إحدى صور التواصل السلوكي: "رقصة النحل" لتحديد مصدر الغذاء.

السلوك الحيواني هو دراسة الأنماط الظاهرة من الأفعال والاستجابات التي تقوم بها الحيوانات كرد فعل للمنبهات البيئية أو الداخلية. يُعَدّ هذا المجال فرعًا من علم الأحياء، ويتداخل مع علم النفس، علم الأعصاب، وعلم البيئة، ويُعرف أيضًا باسم الإيثولوجيا.
تهدف دراسة السلوك الحيواني إلى فهم كيفية تفاعل الحيوانات مع بيئتها ومع أفراد نوعها، ومعرفة الآليات التي تحكم هذه التفاعلات، والقيم التكيفية التي تقدمها في إطار الانتقاء الطبيعي والتطور. ويُعنى السلوك الحيواني بفهم كيفية تفاعل الحيوانات مع بعضها البعض ومع بيئتها، والآليات التي تحكم هذه التفاعلات، والقيم التكيفية التي توفرها.

## مقدمة
يُعد فهم السلوك الحيواني ضروريًا لتفسير الكثير من الظواهر البيولوجية، مثل التنافس والتزاوج والتغذية والدفاع والتواصل. وقد ساهمت ملاحظات السلوك الحيواني في البرية والمختبر في تطوير نظريات حول تطور الكائنات الحية واستراتيجيات البقاء.

## تاريخ دراسة السلوك الحيواني
بدأ الاهتمام المنهجي بالسلوك الحيواني في أوائل القرن العشرين، وكان من الرواد في هذا المجال نيكولاس تينبرغن وكونراد لورنتس وكارل فون فريش الذين حصلوا على جائزة نوبل في الطب عام 1973 لأعمالهم في الإيثولوجيا.

## أنواع السلوك الحيواني
يمكن تصنيف السلوك الحيواني إلى عدة فئات:

### السلوك الغريزي
سلوك مبرمج وراثيًا، يظهر دون حاجة إلى تعلم، مثل بناء العناكب لشباكها، أو هجرة الطيور.

### السلوك المكتسب
يتشكل من خلال التعلم والخبرة، مثل الكلاب التي تتعرف على الأوامر، أو الشمبانزي الذي يستخدم أدوات لصيد النمل.

### سلوكيات البقاء
تشمل البحث عن الطعام، والهروب من المفترسات، والتمويه، واختيار المواطن.

### السلوك الاجتماعي
يشمل التفاعل مع الأفراد من نفس النوع، مثل الهيمنة الاجتماعية، والتعاون، والرعاية الأبوية.

### سلوك التواصل
يشمل الإشارات الصوتية، البصرية، الكيميائية، أو الحركية، ويهدف إلى نقل المعلومات.

### السلوك التناسلي
يشمل سلوك التودد، اختيار الشريك، والرعاية بعد الولادة.

## آليات السلوك الحيواني
يُفسَّر السلوك الحيواني عادة من خلال أربعة مستويات طرحها تينبرغن:
- السبب القريب (Proximate cause): الآليات العصبية والهرمونية.
- السبب النهائي (Ultimate cause): الأهداف التطورية.
- التطور الفردي (Ontogeny): كيف يتطور السلوك خلال النمو الفردي.
- السلالة التطورية (Phylogeny): التاريخ التطوري للسلوك.

## علم الأعصاب والسلوك
يرتبط السلوك الحيواني ارتباطًا وثيقًا بوظائف الدماغ والجهاز العصبي؛ حيث تؤثر الناقلات العصبية مثل الدوبامين والسيروتونين والأوكسيتوسين على الأنماط السلوكية المختلفة.

## التطبيقات
يُستخدم فهم السلوك الحيواني في مجالات متعددة مثل:
- حماية الأنواع المهددة بالانقراض
- إدارة الحياة البرية
- الزراعة الحيوانية
- علم النفس المقارن
- الرفق بالحيوان
- الذكاء الاصطناعي (عن طريق محاكاة السلوكيات)

## أمثلة بارزة
- نحل العسل يستخدم "رقصة الاهتزاز" لتوجيه باقي النحل إلى مصدر الغذاء.
- القرود العليا مثل الشمبانزي تستخدم العصي لصيد الحشرات.
- الطيور المهاجرة تتنقل آلاف الكيلومترات عبر أنظمة ملاحية بيولوجية.

## وصلات خارجية
- جمعية علماء السلوك الحيواني (Animal Behavior Society)
- السلوك الحيواني – موسوعة بريتانيكا
- السلوك الحيواني – مجلة Nature